# Премия Молсона
Премия Молсона (англ. Molson Prize, фр. Prix Molson) — награда за достижения в области искусства или общественных наук, присуждаемая ежегодно Советом Канады по искусству (англ. Canada Council for the Arts).

## Статус премии
Премия Молсона вручается с 1964 года за «существенный и выдающийся вклад в течение длительного времени» в целях «побудить канадцев, внесших выдающийся вклад в искусство, гуманитарные и общественные науки, продолжать вносить свой вклад в культурное или интеллектуальное наследие Канады». Таким образом, для получения этой награды кандидат должен не только продемонстрировать выдающиеся карьерные достижения, но и продолжать вносить активный вклад на момент номинации.
Премия выплачивается из средств Фонда Молсона, выделившего для этой цели Совету Канады базовый капитал в размере одного миллиона канадских долларов, проценты на который и составляют вознаграждение лауреатам. Вначале сумма денежного вознаграждения лауреатам составляла 15 000 канадских долларов, в 1982 году она была увеличена до 25 тысяч, а с 1983 года составляет 50 000 канадских долларов. Количество лауреатов с того же года регламентировано: по одному лауреату в области искусства и в области гуманитарных общественных наук.
Кандидат на Премию Молсона может быть номинирован любым индивидуумом или организацией. Кандидат должен быть канадским гражданином или иметь вид на жительство в Канаде, но не обязан постоянно проживать в Канаде. Лауреатов ежегодно выбирает совместный комитет Совета Канады по искусству и Совета Канады по общественным и гуманитарным наукам (англ. Social Sciences and Humanities Research Council of Canada).

## Список лауреатов
| Год  | Лауреат (искусство)                                                                                                | Лауреат (гуманитарные науки)                                                                                       |
| ---- | --- | --- |
| 1964 | Дональд Крейтон, историк Ален Гранбуа, поэт                                                                        | Дональд Крейтон, историк Ален Гранбуа, поэт                                                                        |
| 1965 | Жан Гаскон, актёр и театральный режиссёр Фрэнк Скотт, поэт и юрист                                                 | Жан Гаскон, актёр и театральный режиссёр Фрэнк Скотт, поэт и юрист                                                 |
| 1966 | Жорж-Анри Левеск, социолог Хью Макленнан, писатель                                                                 | Жорж-Анри Левеск, социолог Хью Макленнан, писатель                                                                 |
| 1967 | Артур Эриксон, архитектор Анна Эбер, поэт Маршалл Маклюэн, учёный и философ                                        | Артур Эриксон, архитектор Анна Эбер, поэт Маршалл Маклюэн, учёный и философ                                        |
| 1968 | Гленн Гулд, пианист Жан ле Мойн, писатель                                                                          | Гленн Гулд, пианист Жан ле Мойн, писатель                                                                          |
| 1969 | Жан-Поль Оде, учёный Морли Каллахан, писатель Арнольд Спор, художественный директор Виннипегского балета           | Жан-Поль Оде, учёный Морли Каллахан, писатель Арнольд Спор, художественный директор Виннипегского балета           |
| 1970 | Нортроп Фрай, литературовед Данкан Макферсон, карикатурист Ив Терио, писатель                                      | Нортроп Фрай, литературовед Данкан Макферсон, карикатурист Ив Терио, писатель                                      |
| 1971 | Морин Форрестер, контральто Рина Ланье, поэт Норман Макларен, кинематографист                                      | Морин Форрестер, контральто Рина Ланье, поэт Норман Макларен, кинематографист                                      |
| 1972 | Джон-Джеймс Дойч, экономист Альфред Пеллан, живописец Джордж Вудкок, писатель                                      | Джон-Джеймс Дойч, экономист Альфред Пеллан, живописец Джордж Вудкок, писатель                                      |
| 1973 | У. А. Ч. Х. Добсон, китаевед Силия Франка, балерина, хореограф и художественный директор Жан-Поль Лемьё, живописец | У. А. Ч. Х. Добсон, китаевед Силия Франка, балерина, хореограф и художественный директор Жан-Поль Лемьё, живописец |
| 1974 | Алекс Колвилл, живописец Пьер Дансеро, эколог Маргарет Лоренс, писатель                                            | Алекс Колвилл, живописец Пьер Дансеро, эколог Маргарет Лоренс, писатель                                            |
| 1975 | Орфордский струнный квартет Дениз Пельтье, актриса Джон Викерс, тенор                                              | Орфордский струнный квартет Дениз Пельтье, актриса Джон Викерс, тенор                                              |
| 1976 | Джон Хирш, театральный режиссёр Билл Рид, скульптор Жан-Луи Ру, актер и театральный режиссёр                       | Джон Хирш, театральный режиссёр Билл Рид, скульптор Жан-Луи Ру, актер и театральный режиссёр                       |
| 1977 | Габриэль Руа, романистка Джек Шадболт, живописец Джордж Стори, лексикограф                                         | Габриэль Руа, романистка Джек Шадболт, живописец Джордж Стори, лексикограф                                         |
| 1978 | Жан Дусепп, актер Бетти Олифант, директор Национальной балетной школы Майкл Сноу, живописец                        | Жан Дусепп, актер Бетти Олифант, директор Национальной балетной школы Майкл Сноу, живописец                        |
| 1979 | Мишель Бро, кинематографист Лоис Маршалл, певица Роберт Вивер, редактор и радиопродюсер                            | Мишель Бро, кинематографист Лоис Маршалл, певица Роберт Вивер, редактор и радиопродюсер                            |
| 1980 | Маргарет Этвуд, писатель Марсель Трюдель, историк Джон Вейнцвейг, композитор                                       | Маргарет Этвуд, писатель Марсель Трюдель, историк Джон Вейнцвейг, композитор                                       |
| 1981 | Не вручалась | Не вручалась |
| 1982 | Алан Кернс, политолог Луи-Эдмон Гамелен, географ Джек Мак-Клелланд, издатель Жиль Виньо, шансонье                  | Алан Кернс, политолог Луи-Эдмон Гамелен, географ Джек Мак-Клелланд, издатель Жиль Виньо, шансонье                  |
| 1983 | Брайан Макдональд, хореограф и режиссёр                                                                            | Франсесс Халпенни, издатель и учёный                                                                               |
| 1984 | Марсель Дюбе, драматург                                                                                            | Джеймс Эйрс, педагог, учёный и писатель                                                                            |
| 1985 | Гастон Майрон, писатель                                                                                            | Рональд Мелзак, психолог                                                                                           |
| 1986 | Дж. Мейвор Мур, драматург, режиссёр, актер и продюсер                                                              | Уильям Дрей, философ и историк                                                                                     |
| 1987 | Иветт Бриндамур, актриса, режиссёр и художественный директор                                                       | Марк-Аделяр Тремблэ, антрополог                                                                                    |
| 1988 | Робертсон Дэвис, журналист и писатель                                                                              | Теренс Пенелхам, философ и редактор                                                                                |
| 1989 | Вера Френкель, художник и видеопродюсер                                                                            | Фернанда Сен-Мартен, музеевед, писатель и педагог                                                                  |
| 1990 | Элис Манро, писатель                                                                                               | Жан-Жак Натье, музыковед                                                                                           |
| 1991 | Дени Аркан, кинематографист                                                                                        | Чарльз Тейлор, философ                                                                                             |
| 1992 | Дуглас Кардинал, архитектор                                                                                        | Фернан Дюмон, социолог                                                                                             |
| 1993 | Р. Маррей Шафер, композитор, писатель и педагог                                                                    | Джульет Макмастер, литературовед                                                                                   |
| 1994 | Мишель Трамбле, драматург и романист                                                                               | Мартин Фридланд, правовед                                                                                          |
| 1995 | Джеральд Фергюсон, живописец и педагог                                                                             | Дональд Акенсон, историк                                                                                           |
| 1996 | Мейвис Галлант, писатель                                                                                           | Пьер Маранда, антрополог                                                                                           |
| 1997 | Мери Пратт, художник                                                                                               | Ги Роше, социолог                                                                                                  |
| 1998 | Жанна Ламон, музыкальный директор                                                                                  | Майкл Требилкок, юрист                                                                                             |
| 1999 | Киавак Ашуна, художник и скульптор                                                                                 | Том Куршен, экономист и политолог                                                                                  |
| 2000 | Жак Пулен, романист                                                                                                | Ян Хакинг, философ                                                                                                 |
| 2001 | Кристофер Ньютон, режиссёр, драматург и актер                                                                      | Маргарет Лок, медицинский антрополог                                                                               |
| 2002 | Не вручалась | Не вручалась |
| 2003 | Вальтер Будро, дирижер, композитор и музыкант                                                                      | Дженис Стайн, политолог-международник                                                                              |
| 2004 | Мария Кэмпбелл, драматург, кинематографист и педагог                                                               | Ришар Тремблэ, педагог и исследователь                                                                             |
| 2005 | Иэн Бакстер (Бакстерэнд), фотограф, художник и скульптор                                                           | Рамсей Кук, историк, главный редактор Канадского биографического словаря                                           |
| 2006 | Николь Броссар, поэт, романист и эссеист                                                                           | Генри Минцберг, науки об управлении                                                                                |
| 2007 | Алекс Пок, композитор, дирижер и педагог                                                                           | Пол Тагард, профессор философии                                                                                    |
| 2008 | Шейла Фишман, переводчик                                                                                           | Ангус Макларен, историк секса                                                                                      |
| 2009 | Ян Уоллес, художник                                                                                                | Уэйн Самнер, философ                                                                                               |
| 2010 | Эдуар Лок, хореограф                                                                                               | Линда Хатчен, литературовед                                                                                        |
| 2011 | Эрменежильд Шиассон, поэт, драматург, эссеист и художник                                                           | Питер Виктор, эколог                                                                                               |
| 2012 | Dáirine Ní Mheadhra, режиссёр и дирижер                                                                            | Керен Райс, лингвист и этнограф                                                                                    |
| 2013 | Ричард Вагамезе, писатель и журналист                                                                              | Энн Дейл, эколог                                                                                                   |
| 2014 | Джон Аркан, музыкант                                                                                               | Жан Гронден, философ и историк философии                                                                           |
| 2015 | Мойез Вассанджи, писатель                                                                                          | Констанс Бэкхауз, правовед                                                                                         |
| 2016 | Мари-Клер Бле, романист, поэт и драматург                                                                          | Джон Макгарри, политолог                                                                                           |
| 2017 | Лоуренс Хилл, писатель                                                                                             | Кент Роуч, правовед                                                                                                |
| 2018 | Дайан Шёмперлен, писатель                                                                                          | Линн Виола, историк                                                                                                |
| 2019 | Алексина Луйе, композитор                                                                                          | Джон Борроуз, правовед                                                                                             |
| 2020 | Мэри Керр, театральный художник                                                                                    | Дэвид Лайон, социолог                                                                                              |
| 2021 | Марлен Норбиз Филип, писатель                                                                                      | Гордон Асмундсон, психолог                                                                                         |
| 2022 | Найджел Томас, писатель                                                                                            | Сесилия Бенуа, социолог                                                                                            |
| 2023 | Жозефина Бейкон, поэтесса                                                                                          | Франсуаза Бейлис, специалист по биоэтике                                                                           |
| 2024 | Ширли Чичу, кинематографистка                                                                                      | Кристина Шарп, обществовед                                                                                         |